# Yang Shangkun
Yang Shangkun (ur. 3 sierpnia 1907 w Shuangjiang w prowincji Syczuan, zm. 14 września 1998) – chiński polityk, przewodniczący ChRL od 8 kwietnia 1988 do 27 marca 1993 roku.
Od 1926 roku członek Komunistycznej Partii Chin, jeden z "28 bolszewików" (najstarszych, ortodoksyjnych i prosowieckich przywódców KPCh, wykształconych w Moskwie, na początku lat 30. odsuniętych przez Mao Zedonga).
Represjonowany w okresie rewolucji kulturalnej. W latach 1988–1993 głowa państwa, na XIV Zjeździe KPCh w październiku 1993 roku zmuszony do wycofania się z polityki.
Jego bratem był Yang Baibing.